# Minab
Ne pas confondre avec le fleuve Minab.
Minab (en persan : ميناب) est une ville de la province du Hormozgan en Iran.
La ville est située à 120 km de Bandar Abbas. Son ancien nom est Amanis.
Le seul monument historique de la ville est le Château Hezareh (ou château de Bibi Minu), qui est le seul de deux châteaux anciens subsistants. Ces deux châteaux auraient été construits par deux sœurs: Bibi Minu et Bibi Nazanin.